# Mater semper certa
Mater semper certa est è una locuzione latina, la cui traduzione è "la madre è sempre certa" (cioè conosciuta definitivamente). Può essere completata da pater autem incertus oppure pater numquam.

## Nel diritto
Nel diritto è molto più semplice collegare la nascita di un figlio a una madre grazie al fatto naturale del parto. Per il padre invece, nonostante le innovative tecniche di comparazione del sangue e del DNA, si può parlare più di presunzione di paternità che di una sua certezza.
Se per esempio avviene una separazione tra due coniugi e questi non vivono più assieme, un figlio nato trecento giorni dopo tale momento (il giorno della separazione fisica dei due) non si presume legato al marito. Stesso discorso vale per la morte del potenziale padre nel campo della successione.
Dal 1978, anno in cui ci fu la prima fecondazione in vitro, il principio del "mater semper certa" non può più venire applicato meccanicamente perché un bambino può avere una madre genetica diversa da quella che l'ha partorito.